# Никола Вешний
Нико́ла Ве́шний — день народного календаря восточных и, в меньшей степени, южных славян, а также молдаван и румын, приходящийся на 9 (22) мая, когда православная церковь празднует перенесение мощей святителя Николая Чудотворца.

## Другие названия
рус. Никола вешний, Никола летний, Никола с теплом, тёплый Микула с кормом[страница не указана 3255 дней], Травный день, Никола травный, Никола милостивый, летний, мокрый, с теплом, тёплый, морской, Весенний Микола, Вешняя Микола; болг. Сухи св. Никола.

## Распространение почитания святителя на Руси
На Руси в XI веке почитание святителя распространяется довольно быстро и повсеместно. Русской православной церковью празднование памяти перенесения мощей святителя Николая из Мир Ликийских в Бари 9 мая установлено вскоре после 1087 года на основе глубокого, уже упрочнившегося почитания русским народом великого угодника Божия. Архиепископ Черниговский Филарет считал, что в Русской Церкви праздник в честь перенесения мощей Святителя Николая установлен в 1091 году. Митрополит Московский и Коломенский Макарий полагал, что праздник был установлен Митрополитом Киевским Иоанном II (1077—1089 гг.). Протоиерей Николай Погребняк считает, что Праздник в честь перенесения мощей святителя Николая был установлен Церковью, очевидно, святителем Ефремом (+ ок. 1098 года). По мнению Хрусталева Д. Г., на Руси этот праздник появляется в 1092 году.
Свою версию происхождения праздника приводит П. И. Мельников в 1874 году[страница не указана 3255 дней]:

Как почитанье Грома Гремучего при введении христианства перенесли у нас на почитанье Ильи Громовника, а почитанье Волоса, скотьего бога, — на святого Власия, так и чествованье оратая Микулы Селяниныча перевели на христианского святого — Николая Чудотворца. Оттого-то на Руси всего больше Николе Милостивому и празднуют. Весенний праздник Николаю Чудотворцу, которого нет у греков, заимствован был русскими у латинян, чтоб приурочить его к празднику Матери Сырой Земли, что любит «Микулу и род его». Празднество Микуле совпадало с именинами Матери-Земли. И до сих пор два народных праздника рядом сходятся: первый день «Микулы с кормом» (9 мая по ст. ст.), другой день (10 мая по ст. ст.) «именины Матери Сырой Земли».

## Традиции
К Николаю Чудотворцу обращаются с просьбами уберечь скот и урожай, поскольку он считается старшим и самым близким к Богу угодником. Крестьяне верили в чудеса Николы и в то, что святой их «охраняет»; до сих пор бытуют не канонизированные молитвы, где к святому обращаются как к Богу: «Господи, святой Микола, услышь мене, помоги мене…».
Николин день у крестьян считался важной датой в сельскохозяйственном календаре, поскольку и сам Николай Чудотворец чрезвычайно почитался православными. Этот святой стал своеобразным «наследником» языческого бога Велеса — «скотьего бога», покровителя земледелия и домашних животных.
Так, например, св. Николай во многих районах считался покровителем лошадей, поэтому 9 мая по старому стилю у православных нередко называли «конским праздником». Коней в этот день первый раз выгоняли в ночное, и все лошадники по этому случаю заказывали молебны с водосвятием, чтобы святой Никола уберёг табуны от диких зверей, а также обеспечил коням хороший приплод и здоровье.
В некоторых местах устраивались т. н. «никольщины» — мужские сборища, на которых чествовали пастухов и погонщиков. Никольщину справляли в избах, в поле — в ночном, или у погоста. 
В этот день парни в первый раз ехали в ночное и на лугах, при свете костров устраивали пир: привозили водку, закуску, обязательно жарили яичницу, а после заката солнца приходили девки. Всю ночь водили хороводы, пели песни и плясали.
В районах, граничащих с Белоруссией, праздник состоял из нескольких частей: за неделю до Николы начинали готовить пиво; накануне Николы чествовали Николина батьку; самую николыцину праздновали 9—12 мая. Во время братчины вёлся мирный разговор про хозяйство, семейные и общественные дела. Песни пелись преимущественно семейные, хвалебные хозяину и хозяйке, супругам, роду, с пожеланиями счастливой жизни и множества детей. Помимо этого проводили гульбище, 12 мая «цыганили». Как бы продолжая никольщину, на Духов день справляли «троичёнка».
У лошадников и вообще владельцев скота принято было в Николин день проводить различные охранительные ритуалы, защищающие животных от хищников и прочих бед. Например, чтобы волки не тронули скот, хозяева совершали особые магические действия, как бы возводившие преграду между волком и его добычей: втыкали нож в стол или в порог, клали в печь железо, накрывали камень горшком со словами: «Моя коровка, моя кормилица надворная, сиди под горшком от волка, а ты, волк, гложи свои бока», и т. п.
Кроме того, крестьяне соблюдали ряд обязательных запретов: не ставили изгородей в период между днями св. Юрия и св. Николая, не ели мяса на Николу Вешнего, не передавали в этот день из дома ткаческие орудия и не занимались снованием, «чтобы волки не развелись вокруг стада».
Русские старожилы Приангарья к Николе вешнему коллективно готовили пиво и организовывали «пир» (братчину).
Русские Прииртышья связывали с этим днём обряд закликания весны — обращались к Христу с просьбой помочь Иртышу освободиться от льда.
Чтобы летом избежать засухи и града, в Николин день у восточных и южных славян принято было устраивать крестные ходы в поля и молебны у колодцев, сопровождаемые прошениями о дожде. После обходов купались в реке, плескались и обливались водой. Болгары и македонцы в этот день водили «пеперуду» — ряженую в зелень девочку, которую у каждого дома обливали водой, вызывая таким образом дождь.
На Украине говорили, что на святителя Николая «вся вода освящается», а до этого срока плескаться в реках и озёрах запрещалось, иначе «с человека верба вырастет» (то есть человек утонет, и верба вырастет над его прибрежной могилой)…
В Белгородской (Ракитянский район) и Кемеровской областях на Николу Вешнего зафиксирован обряд кумления:

Девки кумятся, в саду черемуховом столы накрывают, платками меняются, яишницу делают. У нас деревня была больше 600 домов, и все вместе собирались: оттедова идут с гармонями, отседова. Делали яишницу, булки хлеба вон какие напекут. Вот и сидят в саду, там и поют, и пляшут и девки, и парни. Девки сами все готовили, все ели потом. А другому и мать еду приготовит, парень еслив. А ребята и орехов нанесут, и узюму. Кедровые орехи уже богатый парень берёт.
— с. Малая Салаирка Гурьевского района Кемеровской обл. 1992 г.
В Могилёвской губернии также «на Миколу» девки ходили в лес кумиться. В роще разводили костёр и на сковороде жарили яичницу. Обряд, напоминающий вознесенско-троицкие кумления. Однако, в отличие от последних, здесь принимали участие не только девушки, но и женщины разных возрастов.
Хождение в жито
Поскольку Николай Угодник почитался как покровитель плодородия, к его празднику были приурочены так называемые «хождения в жито» — ритуальные обходы полей и осмотр посевов. Крестьяне считали, что в канун своего праздника сам Николай Угодник обходит поля и помогает житу расти. Во время обхода угодий крестьяне по особым приметам судили о будущем урожае. Дождь на Николин день считали «великой милостью Божией», предвестием удачного года.
Весенне-летний обряд обхода полей совершается в основном от Пасхи до Троицы и Иванова дня, когда злаки достаточно подросли или начали колоситься.

## Народный образ святого Николая
Никола Чудотворец — один из наиболее почитаемых у славян христианских святых. В восточнославянской традиции культ Николы по значимости приближается к почитанию самого Бога (Христа).
По народным верованиям славян, Никола — «старший» среди святых, входит в святую Троицу (sic) и даже может сменить на престоле Бога. В легенде из белорусского Полесья говорится, что «сьвяты Микола не тольки старей за ўcix сьвятых, да мабыць и старшы над ими <…> Сьвяты Микола божы насьледник, як Бог памре (sic), то сьв. Микалай чудатворец будзе багаваць, да не хто иншы». Об особом почитании святого свидетельствуют сюжеты народных легенд о том, как св. Николай стал «владыкой»: он так истово молился в церкви, что золотая корона сама собой упала ему на голову (укр. карпат.).
У восточных и западных славян образ Николы по некоторым своим функциям («начальник» рая — владеет ключами от неба; перевозит души на «тот свет»; покровительствует ратникам) может контаминироваться с образом Архангела Михаила. У южных славян образ святого как истребителя змей и «волчьего пастыря», сближается с образом Георгия Победоносца.
Основные функции Николы (покровитель скота и диких зверей, земледелия, пчеловодства, связь с загробным миром, соотнесённость с реликтами культа медведя), противопоставление «милостивого» Николы «грозному» Илье-пророку в фольклорных легендах свидетельствуют, по мнению Б. А. Успенского, о сохранении в народном почитании святого Николая следов культа языческого божества Волоса (Велеса).

## Поговорки и приметы
- До Николы крепись, хоть разопнись, а с Николы живи — не тужи[22]
- Батюшка Никола! Давай дождя большого! На нашу рожь, на бабий лён, поливай ведром![22].
- Попроси Николу, а он Спасу скажет[30].
- Никола Угодник — это великий праздник![31]
- Каков день на Николу вешнего, таков и на Николу зимнего[32].
- Пришла наша Никола, не видала я никова, пришёл и Дух, я увижу сразу двух (Псков)[33].